# Kojima Iken

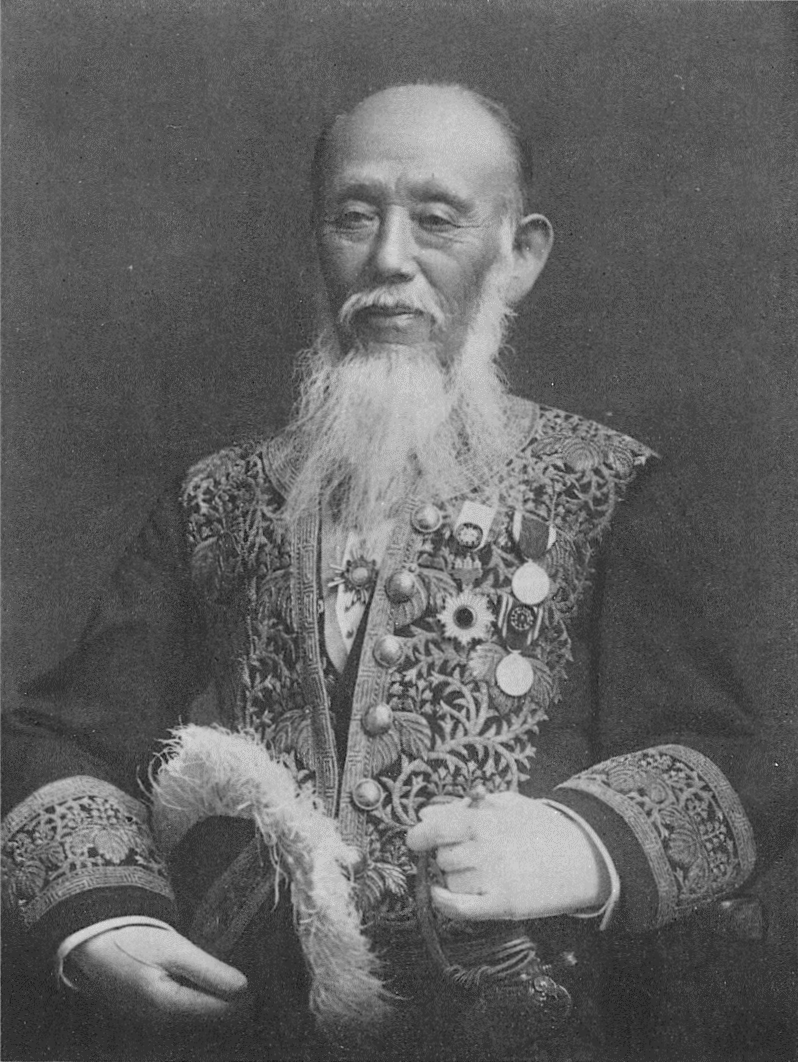
Kojima Iken

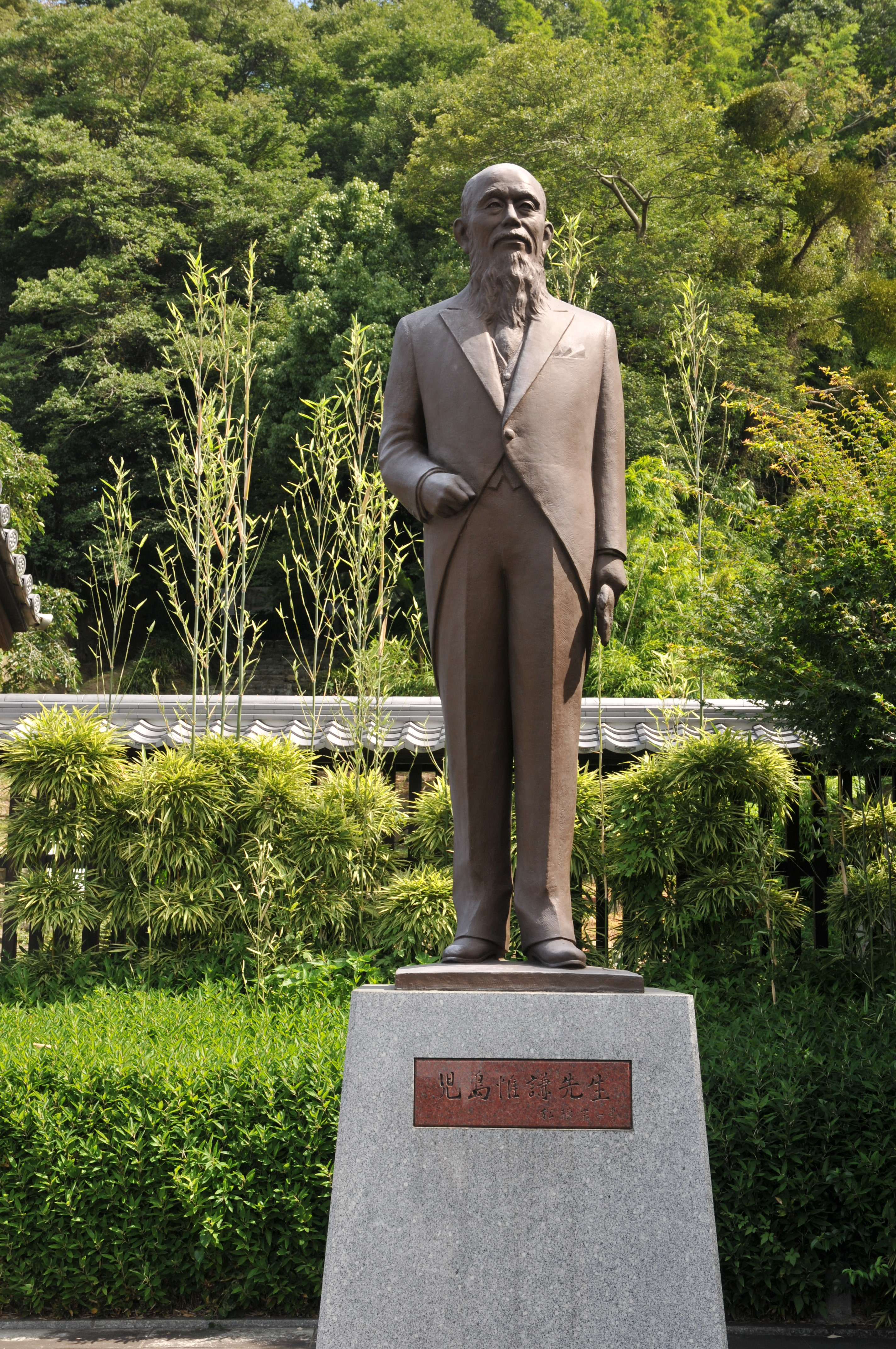
Kojima Iken

Kojima Iken (japanisch 児島惟謙, auch Kojima Korekata gelesen; geboren 7. März 1837 in Uwajima (Provinz Iyo); gestorben 1. Juli 1908) war ein japanischer Jurist.

## Leben und Wirken
Kojima Iken wurde als Sohn des Samurai Kaneko (金子惟彬) geboren. Später nahm er den Namen „Kojima“ an. Er nahm heimlich Kontakte zu Sakamoto Ryōma auf und stand auf der Seite derer, die das Shogunat stürzen wollten.
Nach der Meiji-Restauration begann er 1871 für das Justizministerium zu arbeiten. 1891 wurde er oberster Richter am Obersten Gerichtshof (大審院, Daishin'in). Er war ab 1894 Mitglied des Oberhauses und ab 1898 Mitglied des Unterhauses.
Als oberster Richter am Obersten Gerichtshof wurde er 1891 mit dem Ōtsu-Zwischenfall konfrontiert, bei dem der zu Gast weilende russische Kronprinz durch einen plötzlichen Angriff eines begleitenden Polizisten verletzt worden war. Obwohl die Regierung sich sehr für die Todesstrafe für den Angreifer einsetzte, widerstand Kojima und verhängte eine lebenslange Strafe. Diese Entscheidung hatte große Bedeutung, indem sie nach innen und außen die Unabhängigkeit der Rechtsprechung in Japan demonstrierte.
Ihm zu Ehren wurde eine Statue in der Nähe der Burg Uwajima errichtet.